# Torneo Apertura 2025 (Paraguay)
El Torneo Apertura 2025 (también llamado Copa de Primera - Tigo - Ueno Bank - Apostala, por motivos de patrocinio comercial) fue la centésima trigésima segunda edición del campeonato oficial de Primera División de la Asociación Paraguaya de Fútbol (APF). El Club Libertad se coronó campeón en la última fecha del torneo, logrando su título número 26.
Comenzó el 24 de enero y finalizó el 2 de junio de 2025.

## Sistema de competición
Como en temporadas anteriores, el modo de disputa es el mismo bajo el sistema de todos contra todos con partidos de ida y vuelta, unos como local y otros como visitante en dos rondas de once jornadas cada una. Es campeón el equipo que acumula la mayor cantidad de puntos al término de las 22 fechas.
En caso de igualdad de puntos entre dos contendientes se define el título tomando los siguientes parámetros:
1. Puntos en partidos directos.
2. Diferencia de goles en partidos directos.
3. Diferencia de goles.
4. Mayor cantidad de goles a favor.
5. Partido extra en campo neutral.

De existir más de dos en disputa se toman en cuenta los mismos parámetros excepto el último punto, siendo como última opción sorteo.
Para determinar el descenso, los dos últimos equipos en la tabla de promedios descenderán a la División Intermedia.

## Equipos participantes
| Equipo                | Ciudad                   | Estadio                   | Capacidad | Fundación              | Campeonatos | Subcampeonatos |
| --------------------- | ------------------------ | ------------------------- | --------- | ---------------------- | ----------- | -------------- |
| Atlético Tembetary    | Villa Elisa              | Luis Alfonso Giagni       | 11 000    | 3 de agosto de 1912    | 0           | 0              |
| Cerro Porteño         | Asunción                 | General Pablo Rojas       | 45 000    | 1 de octubre de 1912   | 34          | 38             |
| Deportivo Recoleta    | Asunción                 | Martín Torres             | 3 000     | 12 de febrero de 1931  | 0           | 0              |
| General Caballero JLM | Dr. Juan León Mallorquín | Ka'arendy                 | 10 120    | 21 de junio de 1962    | 0           | 0              |
| Guaraní               | Asunción                 | Gunther Vogel             | 6 200     | 12 de octubre de 1903  | 11          | 18             |
| Libertad              | Asunción                 | La Huerta                 | 14 000    | 30 de julio de 1905    | 25          | 22             |
| Nacional              | Asunción                 | Arsenio Erico             | 7 500     | 5 de junio de 1904     | 9           | 9              |
| Olimpia               | Asunción                 | Defensores del Chaco      | 42 354    | 25 de julio de 1902    | 47          | 26             |
| Sportivo 2 de Mayo    | Pedro Juan Caballero     | Río Parapití              | 25 000    | 6 de diciembre de 1935 | 0           | 0              |
| Sportivo Ameliano     | Villeta                  | La Fortaleza del Pikysyry | 7 000     | 6 de enero de 1936     | 0           | 0              |
| Sportivo Luqueño      | Luque                    | Luis Salinas Tanasio      | 10 000    | 1 de mayo de 1921      | 2           | 4              |
| Sportivo Trinidense   | Asunción                 | Martín Torres             | 3 000     | 11 de agosto de 1935   | 0           | 0              |